# 마이클 슈먼
마이클 슈먼(영어: Michael Shuman, 1985년 8월 20일 ~ )는 미국의 록 음악가이다.